# Катка (приток Корожечны)
Катка (Кадка, Кодка) — река в России, протекает по Некоузскому, Мышкинскому и Угличскому районам Ярославской области. Устье реки находится в 34 км по левому берегу реки Корожечна от её устья. Длина реки составляет 57 км, площадь водосборного бассейна — 493 км².
Крупнейшие притоки: Маравка (справа), Светица (слева), Чернавка (слева), Нерга (справа, 37 км от устья), Топорка (слева), Пойга (справа, 23 км от устья), Манка (слева), Кононово (справа), Роговка (слева), Шумаронка (справа).
Сельские населённые пункты около реки: Некоузский район — Антипово, Яксаево, Новинки, Чижово, Ковезино, Комарово, Галицыно, Плишкино; Мышкинский район — Щербинино, Муханово, Большое Поповичево, Маурино, Кологривцево, Рождествено, Малое Поповичево, Нинорово, Антеплево, Мерга, Юрьевское, Владышино, Киндяково, Хороброво, Дьяконово; Угличский район — Нефедьево, Богданка, Медлево, Воронцово, Трухино, Ордино, Мякишево, Дягилево, Алексино, Мелехово, Ильинское, Чернятино.

## Данные водного реестра
По данным государственного водного реестра России относится к Верхневолжскому бассейновому округу, водохозяйственный участок реки — Волга от Угличского гидроузла до начала Рыбинского водохранилища, речной подбассейн реки — бассейны притоков (Верхней) Волги до Рыбинского водохранилища. Речной бассейн реки — (Верхняя) Волга до Куйбышевского водохранилища (без бассейна Оки).
Код объекта в государственном водном реестре — 08010100912110000004499.